# Ma Qing Hua
Ma Qing Hua (Xangai, 25 de dezembro de 1987) é um automobilista chinês. Foi piloto de testes e reserva da equipe HRT na Fórmula 1.

## Carreira
Ma Qing Hua começou sua carreira no kart, quando tinha apenas 8 anos, e venceu o campeonato nacional de kart juvenil de seu país aos 12.
Em 2004 Ma Qing Hua foi para a Fórmula Renault Asiática, vencendo o campeonato. E no mesmo ano o chinês também foi campeão da Fórmula Campus Ásia.
No ano de 2007 Ma venceu o Campeonato Nacional de Kart de seu país. E em 2011 foi campeão da CTCC (China Touring Car Championship).
O chinês também passou pelas seguintes categorias: A1 Grand Prix em 2005, Fórmula 3 Espanhola em 2008, Fórmula 3 Britânica em 2009 e Fórmula Superliga em 2010.
No ano de 2012 Ma Qing Hua fez história ao tornar-se o primeiro chinês a participar de um fim de semana GP da Fórmula 1, pela equipe espanhola HRT, nos primeiros treinos livres para o GP da Itália, substituindo o indiano Narain Karthikeyan.
Já em 2013 ,com a falência da equipe HRT, o jovem piloto assina um contrato com a equipe Caterham F1 Team, como piloto de testes e reserva. Neste mesmo ano Ma Qing Hua substituiu o francês Charles Pic no primeiro treino livre do GP da China. Entre 2014 e 2015, integrou a equipe oficial da Citroën na Copa do Mundo de Carros de Turismo da FIA, junto aos pilotos Jose María López, Yvan Müller e Sebastien Löeb.